# سدیم پرکربنات
سدیم پرکربنات (به انگلیسی: Sodium percarbonate) با فرمول شیمیایی Na۲CO۳·1.5H۲O۲ یک ترکیب شیمیایی با شناسه پاب‌کم ۱۵۹۷۶۲ است. که جرم مولی آن 157.01 g/mol می‌باشد. شکل ظاهری این ترکیب، جامد سفید است.در واقع پرکربنات دانه های گرانولی ریز سفید رنگ است.
در پودر های شوینده نقش پاک کنندگی قوی را ایفا میکند.در پودر شوینده برای فعال شدن پرکربنات از TAED استفاده میشود.
میزان درصد آن در پودر بوسیله آزمایش تیتراسیون اندازه گیری میشود.